# 加布里埃尔·费利佩·阿罗查
加布里埃尔·费利佩·阿罗查（英語：Gabriel Felipe Arrocha，2002年1月15日—），是出生于西班牙的马来西亚职业足球运动员，司职后卫。现时被拉斯帕尔马斯租借至特內里費，也效力于马来西亚国家足球队。

## 国家队生涯
2025年3月，加布里埃尔·费利佩作为具有血缘关系的球员被征召入马来西亚国家足球队。
帕尔梅罗于2025年5月29日为马来西亚在国际友谊赛中首次亮相，对手是佛得角，比赛最终以1-1的平局结束。